# Duarte/City of Hope (Metro de Los Ángeles)
Duarte/City of Hope es una estación en la línea A del Metro de Los Ángeles y es administrada por la Autoridad de Transporte Metropolitano del Condado de Los Ángeles. La estación se encuentra localizada en Duarte, California. Se encuentra al lado del hospital City of Hope National Medical Center.

## Servicios
- Metro Local: 264
- Foothill Transit: 272